# Дуплятка
Дупля́тка — железнодорожная станция Лискинского региона Юго-Восточной железной дороги на линии Волгоград I — Поворино.
От выходных стрелок станции в сторону станции Косарка начинается Приволжская железная дорога. Таким образом Дуплятка — стыковая станция двух дорог.
В 5 км к юго-востоку от станции расположен хутор Дуплятский.
По состоянию на 2017 год, ни один пассажирский или пригородный поезд на станции Дуплятка не останавливается (кроме поезда сообщением Волгоград — Санкт-Петербург, делающего на станции техническую остановку). Станция закрыта для пассажирских перевозок.